# عبدالله ریحانی
عبدالله ریحانی (انگلیسی: Abde Raihani؛ زادهٔ ۳ فوریهٔ ۲۰۰۴) بازیکن فوتبال اهل مراکش است که در حال حاضر برای باشگاه فوتبال اتلتیکو مادرید بازی می‌کند. 
وی همچنین در تیم‌های ملی فوتبال زیر ۱۷ سال مراکش، زیر ۲۰ سال مراکش، و زیر ۲۳ سال مراکش بازی کرده است.